# Кен Ограјеншек
Кен Ограјеншек (словен. Ken Ograjenšek — Цеље, 30. август 1991) професионални је словеначки хокејаш на леду који игра на позицијама деснокрилног нападача.
Члан је сениорске репрезентације Словеније за коју је на међународној сцени дебитовао на светском првенству 2015. године. 